# اسکندریه بوکفالوس

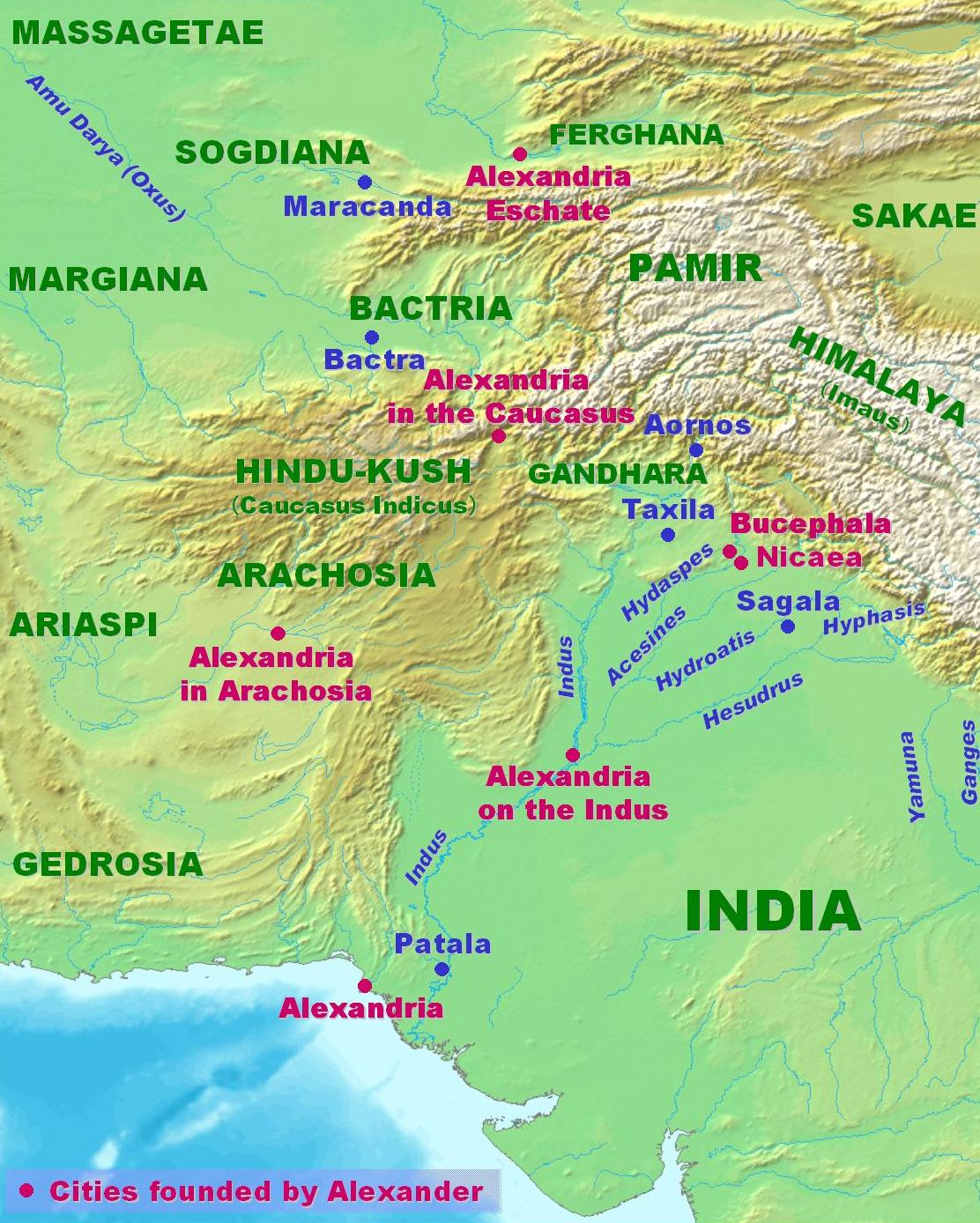
اسکندریه بوکفالوس (وسط سمت راست) در ساحل رود هوداسپس و در شمال شهر مجاور نیکایا قرار داشت.

اسکندریه بوکفالوس یا اسکندریه بوکفالا یا بوکفالا یا بوکفالیا شهری بود که اسکندر کبیر به یاد اسب محبوبش، بوکفالوس، بنا کرد. شهر در مهٔ ۳۲۶ ق م و در ساحل رود هوداسپس (جهلم) بنا شد. بوکفالوس پس از نبرد هوداسپس در سال ۳۲۶ ق م درگذشت. کهنه‌سربازان یونانی و ایرانی و همچنین مردم بومی را در شهر اسکان دادند. شهر کارگاه‌های بزرگ کشتی‌سازی داشت که حاکی از آن است که برای شهر نقش بازرگانی در نظر گرفته بودند.
اسکندر همزمان در آن طرف رود هوداسپس، شهر مجاور اسکندریه نیکایا را در یکی از رزمگاه‌های نبرد هوداسپس بنا کرد.
مکان دقیق شهر اسکندریه بوکفالوس همچنان نامعلوم است.